# Givenchy
Givenchy (произн. Живаншѝ) е френска модна къща, създадена от дизайнера Юбер дьо Живанши през 1952 г. Специализирана е в производството на облекла, обувки, аксесоари и парфюми. Собственост е на транснационалната компания LVMH. От 2 май 2017 г. до 10 април 2020 г. неин творчески директор е Клеър Уейт Келър – първата жена, която заема тази позиция. На 15 юни 2020 г. Матю М. Уилямс наследява Келър като творчески директор на къщата. 

## История
През 1952 г. Юбер дьо Живанши и Явани Робер Дюрфи основават своя модна къща и пускат колекция от дрехи, наречена Les Séparables, включваща памучни поли и блузи.
Живанши получава одобрението на критиците, а списание Vogue приветства колекцията му. New York Times публикува цяла статия, посветена на Живанши, озаглавена A Star is Born („Ражда се звезда“).
Модели като Сюзи Паркър и Дориан Лий стават музи на къщата.
През 1953 г. Юбер дьо Живанши започва да си сътрудничи с филмовата актриса Одри Хепбърн, която тогава едва започва кариерата си в Холивуд. Заедно те създават стил, който съчетава изискана елегантност с естествена красота. Тя носи произведения на Живанши във филми като Сабрина, Как да откраднеш милион и Шарада. Одри Хепбърн е муза на къщата в продължение на четиридесет години. През 1961 г. тя затвърждава репутацията на Живанши, като носи известната малка черна рокля във филма „Закуска в Тифани“.
През 1957 г. Живанши създава флоралния алдехиден аромат L'Interdit, предназначен изключително за мис Хепбърн.
През 1954 г. Юбер дьо Живанши представя първата рокля-риза (която по-късно еволюира в рокля-чувал през 1957 г.). Той е първият дизайнер на висша мода, който създава луксозна линия конфекция (prêt-à-porter), наречена Givenchy Université, която се произвежда в Париж с помощта на оборудване, внесено от Съединените щати.

## 1950-те: Баленсиага и Живанши
През 1956 г. Кристобал Баленсиага и Юбер де Живанши представят колекцията си в Ню Йорк по време на благотворителен гала концерт в помощ на американската болница в Париж.

### Разширение
През 1969 г. Юбер дьо Живанши стартира своята модна линия за мъже Gentleman Givenchy. През ноември е открит бутик на авеню Джордж V в Париж.
По съвет на Баленсиага Живанши разработва лицензи през 70-те години на 20. век, за да защити своите Haute couture колекции.
През този период модна къща Givenchy разнообразява дейността си, създавайки обувки, бижута, вратовръзки, сервизи, тапицерии и кимона. Юбер дьо Живанши е избран да проектира интериора на хотели от веригата Hilton по света и дори интериора на автомобил (Lincoln Continental Mark V).
Юбер дьо Живанши е избран за личност на 1979 г. и за най-елегантен мъж на годината от списание The Best.
През 1982 г. Fashion Institute of Technology организира в Ню Йорк ретроспекция, председателствана от Одри Хепбърн.
На следващата година Юбер дьо Живанши е обявен за „кавалер на Почетния легион“, а през 1985 г. Жак Ланг, френският министър на културата, му връчва Оскар, посветен на изкуството на елегантността, по време на тържество в Операта в Париж.

### Напускане на Юбер дьо Живанши
През 1988 г. Givenchy се присъединява към LVMH Moët Hennessy Louis Vuitton, която притежава други парижки модни къщи, като Christian Dior, Louis Vuitton, Christian Lacroix и Céline.
През 1995 г. Юбер дьо Живанши е принуден да напусне компанията. Наследен е от различни млади британски дизайнери, включително Джон Галиано, Александър Маккуин и Жулиен Макдоналд. Джон Галиано веднага привлича вниманието със сложната си и в същото време провокативна колекция, демонстрирана с неочакван за това време театрален ефект. Вследствие на този успех Арно поверява на Галиано художественото ръководство на друга, още по-важна модна къща за него – Christian Dior, където остава почти 15 години, до началото на 2011 г.

### 2005 – 2017, Рикардо Тиши
През 2005 г. италианецът Рикардо Тиши е обявен за художествен ръководител на линията за женско облекло. Тиши въвежда свой собствен стил и влияния, променя кодовете на къщата и добави нотка на тъмен и чувствен романтизъм. През май 2008 г. той също става отговорен за пускането и на мъжките колекции. През 2009 г. Тиши започва да развива първата евтина линия на модната къща – Givenchy Redux. През 2011 г. под негово ръководство е представен нов аромат от Givenchy – Dahlia Noir.
Филип Фортунато, бившият главен ръководител на клона на LVMH Moet Hennessy Vuitton SA в Китай, е настоящият главен ръководител на Givenchy.
Модели на Givenchy са носени от редица известни личности на червения килим, включително Руни Мара на наградите на Академията за 2012 г. Също така Givenchy отговаря за работата с Мадона, като проектира костюмите ѝ за нейния Sticky & Sweet tour, както и за шоуто в полувремето на Super Bowl 2012.
През 2016 г. Тиши стартира сътрудничество за спортно облекло с Nike, наречено Nikelab X RT и насочено към олимпийските спортисти за Летните олимпийски игри през 2016 г., както и за ежедневни посетители на фитнес залите.
През февруари 2017 г. Рикардо Тиши обявява, че напуска Givenchy след дванадесет години работа като творчески директор на марката.

### 2017 – 2020, Клеър Уейт Келър
Къщата на Givenchy обявява назначаването на Клеър Уейт Келър за артистичен директор от 2 май 2017 г. Уейт Келър поема всички творчески отговорности, включително дамски и мъжки колекции, конфекция и аксесоари, както и Haute Couture. Меган Маркъл носи рокля от Клеър Уейт Келър на нейната сватба с принц Хари на 19 май 2018 г.
След успешното провеждане на три последователни комбинирани ревюта с помощта на Келър, марката обявява, че възобновява календара за колекция мъжко облекло за сезон есен/зима 2019.

### 2020 – 2023, Матю Уилямс
През юни 2020 г. Givenchy наема Матю Уилямс, стилист и дизайнер, известен най-вече със съосноваването на влиятелната марка за улично облекло 1017 ALYX 9SM. Уилямс внася по-остра естетика в Givenchy и работата му често се вижда на знаменитости като Кендъл Дженър и Бела Хадид. През ноември 2023 г. Givenchy обявява, че Уилямс ще напусне поста творчески директор в края на 2023 г.

## Икони и кино

### Одри Хепбърн
През 1953 г. Одри Хепбърн и Юбер дьо Живанши се запознават чрез посредничеството на Гладис де Сегонзак с цел да се създадат костюмите за филма „Сабрина“ на Били Уайлдър. Докато Гладис де Сегонзак организира срещата с мис Хепбърн, модният дизайнер смята, че ще срещне Катрин Хепбърн. В резултат на сътрудничеството, Одри Хепбърн решава да носи дрехи на Givenchy на екрана и извън него, например във филмите „Сабрина“ (1954), „Любов следобед“ (1957), „Весело лице“ (1957), „Закуска в Тифани“ (1961), „Шарада“ (1963), „Paris When It Sizzles“ (1963), „Как да откраднеш милион“ (1965) и „Bloodline“ (1979).

### Знаменитости
Givenchy привлича много други знаменитости, включително хора като Лорън Бекол, Бейб Пейли, Майкъл Норман, Грета Гарбо, Елизабет Тейлър, Марлен Дитрих, Жаклин Кенеди Онасис, Бионсе Ноулс, принцесата на Монако Грейс Кели, Мишел Бенет, и други.
Днес Givenchy облича много холивудски звезди, включително Кейт Бланшет, Ема Стоун, Лейди Гага, Джулиан Мур, Джулия Робъртс, Руни Мара и други. В май 2019 г. Givenchy потвърждават, че певицата Ариана Гранде ще стане новото лице на тяхната есенно-зимна кампания, която е представена през юли същата година.

## Операции
Към 2013 г. операциите на компанията са разделени така: Европа заема 42 % от бизнеса, Китай 18 %, Азиатско-тихоокеанския регион 14 %, Америка 12 %, Близкия изток 7 %, Япония 4 % и останалата част от света 3 %."